# Bandyhallen i Helsingfors
Bandyhallen i Helsingfors är en planerad ishall i Malm i Helsingfors. Hallen ska lämpa sig både för konståkning och bandy. Det skulle bli Finlands första bandyhall.